# Besouro Mangangá
Manoel Henrique Pereira, conosciuto come Besouro Mangangá o anche Besouro Cordão de Ouro (1897 ? – 1924), è stato un capoeirista proveniente da Santo Amaro da Purificação, nello stato di Bahia in Brasile.

## Biografia
Manuel, figlio di João Grosso e Maria Haifa, imparò la capoeira dal maestro Tio Alípio, un ex-schiavo di Santo Amaro da Purificação. Il suo apelido era Besouro, coleottero simile al cervo volante. Anche se la schiavitù fu vietata in Brasile nel 1888, la "razza negra" era comunque considerata inferiore ed il governo brasiliano, nel tentativo di reprimere la cultura negra, tra le varie discriminazioni vietò la capoeira per legge. Nell'articolo 402 del Codice penale brasiliano del 1890 si legge:
"Fazer nas ruas e praças públicas exercícios de agilidade e destreza corporal conhecidos pela denominação capoeiragem será o autuado punido com dois a seis meses de prisão"
("Eseguire in strada e nelle pubbliche piazze esercizi di agilità e destrezza corporale conosciute con la denominazione capoeiragem sarà punito con una pena da due a sei mesi di prigione")
In quanto allievo di un ex-schiavo e capoeirista, Besouro disprezzava la polizia e gli uomini bianchi.
Questo suo disprezzo ed il suo coraggio erano tali da spingerlo ad affrontare i poliziotti o, se necessario, il suo datore di lavoro bianco anche da solo. Si dice che quest'ultimo, una volta, ritardò notevolmente nel pagamento del compenso di Besouro e quest'ultimo lo prese in disparte e si fece consegnare di forza quanto gli spettava.
La sua grande abilità come capoeirista e le vicende in cui affrontò i poliziotti che cercavano di arrestarlo (fallendo in ogni occasione) originarono diversi racconti e storie sul suo conto. La leggenda vuole che gli stessi Orixas avessero dato in dono a Manuel un ciondolo d'oro (da cui originò l'apelido "Besouro Cordão de Ouro") le cui proprietà magiche consentivano a Besouro di avere il corpo fechado (corpo chiuso): le normali pallottole e le armi bianche non potevano ferire Besouro in alcun modo, ma solamente un coltello di ticùm (o tucùm, un legno nero considerato magico) avrebbe potuto penetrare il corpo fechado. Si credeva inoltre che Manuel fosse in grado di trasformarsi un coleottero (besouro, appunto) per fuggire dalle situazioni più difficoltose.
Le circostanze della sua morte sono dibattute. La versione più diffusa vuole che un certo Dr. Zeca, proprietario terriero, voleva Besouro morto. Fece quindi chiamare quest'ultimo e l'incaricò di consegnare un biglietto ad un altro proprietario terriero, suo debitore. Besouro era analfabeta e non seppe quindi che sul biglietto c'era scritto che il debito sarebbe stato considerato estinto nel caso in cui lo stesso portatore del biglietto fosse morto. Il giorno dopo, con la scusa di dover consegnare la risposta a Dr. Zeca, il proprietario terriero convocò Besouro, che al suo arrivo trovò 40 soldati armati ad aspettarlo. Il colpo fatale gli fu inferto da un uomo conosciuto come Eusébio de Quibaca, che lo accoltellò alle spalle con un coltello di ticùm.
Besouro Mangangà è diventato un personaggio leggendario, molto famoso tra i capoeiristi. Ancora oggi, nello stato di Bahia in Brasile rappresenta il coraggio e la lotta dei deboli contro l'oppressione. Esistono molte canzoni che ne narrano le storie. Tra le più famose c'è Cadê o Besouro (dov'è Besouro) di mestre Fanho:
Cadê o Besouro
Besouro Mangangá era homem de corpo fechado (Besouro Mangangá era un uomo dal corpo chiuso)
Bala não matava e navalha não lhe feria (Le pallottole non lo uccidevano, i rasoi non lo tagliavano)
Sentado ao pé da cruz enquanto a polícia o seguia (Seduto ai piedi della croce finché la polizia non lo trovò)
Desapareceu enquanto o tenente dizia (Scomparve quando il tenente disse)
Cadê o Besouro (Dov'è Besouro?)
Cadê o Besouro (Dov'è Besouro?)
Cadê o Besouro Chamado Cordão de Ouro (Dov'è Besouro Chiamato Corda d'oro?)
Besouro era um homem que admirava a valentia (Besouro era un uomo che ammirava il valore)
Não aceitava a covardia Maldade não admitia (Non accettava la codardia Non ammetteva la cattiveria)
Com a traição quebrou-se a feitiçaria (Con l'inganno fu rotto l'incantesimo)
Mas a reza forte só Besouro quem sabia (Ma la forte preghiera era conosciuta solo da Besouro)
Cadê o Besouro (Dov'è Besouro?)
Cadê o Besouro (Dov'è Besouro?)
Cadê o Besouro Chamado Cordão de Ouro (Dov'è Besouro Chiamato Corda d'oro?)
Cadê o Besouro (Dov'è Besouro?)
Cadê o Besouro (Dov'è Besouro?)
Cadê o Besouro Chamado Cordão de Ouro (Dov'è Besouro Chiamato Corda d'oro?)
Atrás de Besouro o tenente mandou a cavalaria (Sulle tracce di Besouro il tenente mandò la cavalleria)
No estado da Bahia (Nello stato di Bahia)
E Besouro não sabia (E Besouro non lo sapeva)
Já de corpo aberto (Aveva il corpo aperto)
Fez sua feitiçaria (Fece il suo incantesimo)
Cada golpe de Besouro era um homem que caia (Per ogni colpo di Besouro c'era un uomo che cadeva)
Cadê o Besouro (Dov'è Besouro?)
Cadê o Besouro (Dov'è Besouro?)
Cadê o Besouro Chamado Cordão de Ouro (Dov'è Besouro Chiamato Corda d'oro?)
Cadê o Besouro (Dov'è Besouro?)
Cadê o Besouro (Dov'è Besouro?)
Cadê o Besouro Chamado Cordão de Ouro (Dov'è Besouro Chiamato Corda d'oro?)

## Nella cultura di massa
- Il regista João Daniel Tikhomiroff ha diretto il film Besouro, o filme, uscito in Brasile il 30 ottobre 2009. Besouro è stato interpretato dall'attore brasiliano Ailton Carmo.